# コミックス・ウェーブ・フィルム
株式会社コミックス・ウェーブ・フィルム（英: CoMix Wave Films Inc.、略称：CWF）は、日本のアニメ制作会社。日本動画協会正会員。

## 概要
コミックス・ウェーブ・フィルム（以下、CWF）は、旧コミックス・ウェーブのマーチャンダイジング事業部を川口典孝がMBOによる新設分割で包括的に承継した株式会社。
新海誠をはじめとする作家（漫画家、イラストレーター、アニメクリエイター）のマネジメントに始まり、アニメーション映画の製作・制作・劇場配給・パッケージ販売、海外セールスまでを一貫性を持って手掛けている。映画に資金を出す「製作・プロデュース」だけではなく、実際にフィルムを作る「制作」機能を持っている。
新海誠監督の劇場作品制作を中心に、大成建設などのアニメーションCM制作、P.A.WORKSやA–1 Picturesなどをはじめとする制作会社の下請け（制作協力）や美術背景の受注制作も行っている。ほぼ自社内で制作している繊細で写実的な美術背景には定評があり、多数のアニメ制作会社が背景素材の制作を発注している。
DVD・Blu-rayを自社で制作・販売し、海外セールスも直接行っている。特にDVDの利益は大きく、会社の成長期を支えたという。配給も2004年の『雲のむこう、約束の場所』から2011年の『星を追う子ども』までは自社で行っていたが、『言の葉の庭』以降はTOHO animation企画・東宝配給となっている。
YouTubeでは2012年末より公式チャンネル「アニメバンチョー」を設置し、オリジナルのWebアニメなどの独自のコンテンツを配信している。

## 制作体制
制作スタッフは正社員雇用
正社員だけで20人、月給を払っている定期雇用の人間が30人で、スタジオに入っているスタッフは総勢50人を超える（2017年現在）。
アニメーションの制作は、フリーランスの原画マン、動画マン、美術などのスタッフを作品ごとにその都度集めたり、よそのスタジオに外注したりするのが普通だが、CWFでは可能ならばすべて正社員で作りたいと考え、美術スタッフを中心に、できるだけ正社員として雇用するスタンスを取ってきた。
もともとCWFのスタジオとしての根本は「新海誠のために作られた部隊」だというところにあり、新海の1人で作品の全工程を作業するやり方では1本作るのに20年はかかってしまうため、彼が望む世界や背景を作り出すことができるスタッフを用意するために作られたからである。
美術背景スタッフの育成
スタッフの中でも「美術背景」は新海作品にとって特に重要であり、欠かせないものであるが、そもそも日本のアニメーション業界全体で美術スタッフの数が足りておらず、上手い人間や専門スタジオはスケジュールが埋まっているので、集めるのが難しい。そこで自前のスタッフを持っていればいつでも質の高い美術や背景が作れると考え、毎年1人か2人は正社員として雇用して育てていく方針をとっている。
若手に経験を積ませる
新海誠の作品以外に、常に予算が数千万円程度の短めのアニメーションを作らせる制作ラインを1、2本動かしている。デビュー作の監督や若いプロデューサーを起用し、赤字覚悟でやらせることで若手に経験を積ませている。
テレビ向けの仕事はしない
制作においては、日本の一般的なアニメ制作会社のやり方に習わず、テレビ向けの仕事を極力しない。テレビアニメを制作するビジネスは非常に厳しく、そこで得た利益で制作スタジオを運営しようとすると行き詰まってしまうと考えているためである。
また、フリーの腕利きアニメーターと契約する際は、映画であれば仮に1年の制作期間とすれば前後のズレも見込んで「拘束期間1年半で月額数十万円の契約で」というオファーを出すことも可能だが、テレビでは時間と予算が最優先で、動画単価なども物価上昇率も無視して長年据え置かれたままなので不可能である。
コンテンツ販売ビジネスに注力
テレビアニメのビジネスの代わりに、CWFは所属クリエイターの作品を買ってくれる顧客とダイレクトにつながることで収益を上げることを目指している。テレビ局と良好な関係を築いても人気が無くなれば先行きは不透明であるが、映画に1800円も払って観てくれるような人であれば簡単に離れて行くことはないからである。
実際に、ネット配信が普及してDVDやブルーレイなどのメディアが売れなくなってきても新海作品は安定して売れ続け、新作を公開する度に過去作品も売れて、それが会社の資産になっている。

## 社歴

### 旧コミックス・ウェーブ時代
1998年に伊藤忠商事と旭通信社（現：ADK）などの出資で前身となる旧コミックス・ウェーブが設立される。
2002年、デビュー作『ほしのこえ』を個人制作していた新海誠のマネージメントを手掛ける。制作途中の映像を持ってテレビ局やDVDメーカーに営業をかけるがどこも門前払いだったため、自社でDVD事業を始める。発売前に3万本の注文があり、最終的に10万本が売れた。
2004年、2作目の『雲のむこう、約束の場所』を制作。90分という長編映画であるため、前作とは違って人手が必要となり、芸大生や学生などのスタッフを集めた。すると美術やCG関係の人材があつまり、アニメスタジオとしての原型が出来上がった。前作より規模を大きくして劇場公開するために各所に売り込んだところ、シネマライズがまず反応し、それを皮切りに地方の劇場も乗ってきて、自社配給で全国12館で公開することができた。しかし、『ほしのこえ』ほどの絶賛は浴びなかった。

### コミックス・ウェーブ・フィルム時代
2007年、川口典孝によるMBO（マネジメント・バイ・アウト）で旧コミックス・ウェーブのマーチャンダイジング事業部が「コミックス・ウェーブ・フィルム」として独立。同年公開の『秒速5センチメートル』からクレジットがコミックス・ウェーブ・フィルムになる。この作品はDVD売り上げも海外販売も好調だった。
2011年に『星を追う子ども』が公開される。この作品は、映画興行的には新海作品唯一の赤字作品となっている。スタジオジブリ作品を思わせるようなキャラクターによる冒険ストーリーということで、ポスト宮崎駿に名乗りを上げるための勝負作だと見られ、メディアファクトリーなどと製作委員会を組んで公開劇場も80館と増やしたが、興行的には上手く行かなかった。国内での販売が伸びず、制作費を回収できなかった。しかし、女性人気と海外人気が好調で、最終的にはリクープできた。
2013年、東宝の配給で『言の葉の庭』が公開される。前作の失敗を受け、早めに展開した短めの作品で、配給と宣伝を東宝映像事業部に依頼した。公開と同時に劇場でDVDを販売し、配信もiTunesで行った。全国23館公開で宣伝費ゼロだったにもかかわらず興行は成功で、DVDの売り上げも配信も好調だった。
2016年、引き続き東宝の配給で『君の名は。』が公開される。『言の葉の庭』の成功を受け、製作委員会の主幹事と宣伝を東宝に託してCWFは制作に専念し、全国300館という国内最大級のサイズでの大規模公開を実現。プロデュースはヒットメーカー川村元気が名乗りを上げた。その結果、スタジオジブリの宮崎駿監督作品『千と千尋の神隠し』以来、15年ぶりに邦画の興行収入で200億円の大台に乗せる大ヒットとなった。
2019年公開の『天気の子』は全国359館448スクリーンで公開され、141.9億円の興行収入を記録した。
2021年、本社機能を東京都千代田区九段北4丁目1番9号市ヶ谷MSビル5階から東京都杉並区荻窪4丁目30番16号藤澤ビルディング3Fへ移転。
2024年5月28日付で川口が代表取締役会長に就任し、2代目代表取締役社長にはテレコム・アニメーションフィルムの制作部長を経てコミックス・ウェーブ・フィルムで制作部長を務めていた徳永智広が就任した。
同年5月31日、アニメ美術背景制作会社の美峰と経営改善に向けた資本提携の締結と経営の参画に合意し、美峰による第三者割当増資を引き受けた。
同年10月15日、東宝は川口典孝から本企業の株式の一部を取得したことを発表した。
2025年2月18日、湯浅政明が代表取締役社長を務めるアニメ制作会社「ame pippin」の設立に参画。

## 沿革
- 1998年 - 伊藤忠商事、旭通信社（現ADK）ほか数社により株式会社コミックス・ウェーブ設立。
- 2000年 - 社内に、作家マネジメント・映像制作業務を中心とするMD（マーチャンダイジング）部門を設立。
- 2002年 - MD部門にて、アニメーション映画レーベル「コミックス・ウェーブ・フィルム」が立上げられる。
- 2007年 - コミックス・ウェーブの会社分割に伴い、MD部門を承継し株式会社コミックス・ウェーブ・フィルムとして円満に独立。

## 作品履歴

### テレビアニメ
| 開始年 | 放送期間  | タイトル                                         | 備考 |
| ------ | --------- | ------------------------------------------------ | --- |
| 2003年 | N/A       | みんなのうた「笑顔」                             | |
| 2007年 | N/A       | 猫の集会                                         | |
| 2014年 | 4月 - 7月 | ワールドフールニュース                           | 共同企画：群馬テレビ |
| 2016年 | 1月       | 旅街レイトショー                                 | 「コミックス・ウェーブ・フィルム オムニバス」シリーズ、いずれも『ULTRA SUPER ANIME TIME』にて放映                                            |
| 2016年 | 2月       | この男子、魔法がお仕事です。（この男。シリーズ） | 「コミックス・ウェーブ・フィルム オムニバス」シリーズ、いずれも『ULTRA SUPER ANIME TIME』にて放映                                            |
| 2016年 | 3月       | 彼女と彼女の猫 -Everything Flows-                | 「コミックス・ウェーブ・フィルム オムニバス」シリーズ、『ULTRA SUPER ANIME TIME』にて放映 原作：新海誠、アニメーション制作：ライデンフィルム |
| 2017年 | 4月 - 6月 | ワールドフールニュースPARTII                     | |

### 劇場アニメ
| 公開年 | タイトル                       | 備考                                   |
| ------ | ------------------------------ | -------------------------------------- |
| 2002年 | ほしのこえ                     | 新海誠監督の自主制作フィルム           |
| 2004年 | 雲のむこう、約束の場所         | 公開当初は「コミックス・ウェーブ」名義 |
| 2007年 | 秒速5センチメートル            |                                        |
| 2009年 | アジール・セッション           |                                        |
| 2010年 | プランゼット                   |                                        |
| 2011年 | 星を追う子ども                 |                                        |
| 2013年 | 言の葉の庭                     |                                        |
| 2014年 | Peeping Life -WE ARE THE HERO- |                                        |
| 2016年 | 君の名は。                     |                                        |
| 2018年 | 詩季織々                       | 共同制作：絵梦                         |
| 2019年 | 天気の子                       |                                        |
| 2022年 | すずめの戸締まり               |                                        |

### OVA
| 発売年 | タイトル                     | 備考                                                                       |
| ------ | ---------------------------- | -------------------------------------------------------------------------- |
| 2004年 | まかせてイルか!              |                                                                            |
| 2005年 | 惑星大怪獣ネガドン           |                                                                            |
| 2005年 | カクレンボ                   |                                                                            |
| 2006年 | 星空キセキ                   |                                                                            |
| 2006年 | はなれ砦のヨナ               |                                                                            |
| 2007年 | 楓ニュータウン               |                                                                            |
| 2011年 | この男子、宇宙人と戦えます。 |                                                                            |
| 2012年 | この男子、人魚ひろいました。 |                                                                            |
| 2012年 | 旅するぬいぐるみ             | 羽田空港内のプラネタリウム「スターリーカフェ」にて上映された作品のソフト化 |
| 2014年 | この男子、悪人と呼ばれます。 |                                                                            |
| 2014年 | この男子、石化に悩んでます。 |                                                                            |

### Webアニメ
| 配信年  | タイトル                         | 共同制作 |
| ------- | -------------------------------- | -------- |
| 2009年- | Peeping Life                     |          |
| 2012年  | インフェルノコップ               | トリガー |
| 2013年  | KY系JCクウキちゃん               |          |
| 2013年  | 花のずんだ丸                     |          |
| 2013年  | 新世紀末 奴との遭遇              |          |
| 2013年  | ターニングガールズ               |          |
| 2013年  | 熱血探偵事務所                   |          |
| 2013年  | ワールドフールニュース Youtube版 |          |
| 2021年  | おしえて北斎! -THE ANIMATION-    |          |
| 2024年  | 初恋のにおい                     |          |
| 2025年  | カイリューとゆうびんやさん       |          |

### ゲーム映像
| 年     | タイトル                    | 備考                   |
| ------ | --------------------------- | ---------------------- |
| 2004年 | はるのあしおと              | OP                     |
| 2006年 | efシリーズ                  | OP                     |
| 2008年 | efシリーズ                  | OP                     |
| 2013年 | 実況バワフルプロ野球2013    | OP                     |
| 2015年 | DEEMO〜ラスト・リサイタル〜 | ゲーム内アニメーション |

### アニメーションCM
| 公開年 | タイトル                                                               |
| ------ | ---------------------------------------------------------------------- |
| 2007年 | 信濃毎日新聞 テレビCM                                                  |
| 2008年 | 大成建設「ドーハ国際空港」篇                                           |
| 2011年 | 大成建設「ボスポラス海峡トンネル」篇                                   |
| 2013年 | 大成建設「スリランカ高速道路」篇                                       |
| 2014年 | 大成建設「ベトナム・ノイバイ空港」篇                                   |
| 2014年 | クロスロード                                                           |
| 2015年 | NHK–AC共同キャンペーンCM                                               |
| 2016年 | サントリー天然水×君の名は。コラボCM                                    |
| 2018年 | 大成建設「シンガポール」篇                                             |
| 2020年 | 大成建設「ミャンマー」篇                                               |
| 2023年 | ポケモンワールドチャンピオンシップス2023「キミに会えた！」             |
| 2024年 | 株式会社本山製作所『創業100周年記念特別映像 ～「未来につなぐ」篇～』   |
| 2024年 | 株式会社本山製作所『創業100周年記念特別映像 ～「歴史につながる」篇～』 |

### 制作協力
| 年     | タイトル                                                  | 制作元請                                    | 備考               |
| ------ | --------------------------------------------------------- | ------------------------------------------- | ------------------ |
| 2007年 | ひぐらしのなく頃に解                                      | スタジオディーン                            | 背景               |
| 2007年 | ストレンヂア 無皇刃譚                                     | ボンズ                                      | 背景               |
| 2014年 | SHIROBAKO                                                 | P.A.WORKS                                   | 動画               |
| 2014年 | スペース☆ダンディ                                         | ボンズ                                      | 8話背景            |
| 2014年 | ソウルイーターノット!                                     | ボンズ                                      | ED背景             |
| 2014年 | 花とアリス殺人事件                                        | ロックウェルアイズ スティーブンスティーブン | 背景               |
| 2014年 | CM さつま白波「オヤジの、芋神様。」                       |                                             | 背景               |
| 2015年 | バケモノの子                                              | スタジオ地図                                | 動画               |
| 2015年 | Chalrotte                                                 | P.A.WORKS                                   | 動画               |
| 2015年 | 百日紅 〜Miss HOKUSAI〜                                   | Production I.G                              | 動画               |
| 2015年 | 名探偵コナン 業火の向日葵                                 | TMS/V1 Studio                               | 動画               |
| 2016年 | クレヨンしんちゃん外伝 エイリアン vs. しんのすけ          | シンエイ動画                                | 動画               |
| 2016年 | クレヨンしんちゃん外伝 おもちゃウォーズ                   | シンエイ動画                                | 動画               |
| 2016年 | ユーリ!!! on ICE                                          | MAPPA                                       | 動画               |
| 2017年 | ボールルームへようこそ                                    | Production I.G                              | 動画               |
| 2017年 | Re:CREATERS                                               | TROYCA                                      | 動画               |
| 2017年 | 魔法陣グルグル                                            | Production I.G                              | 動画               |
| 2017年 | クレヨンしんちゃん外伝 家族連れ狼                         | シンエイ動画                                | 動画               |
| 2017年 | メアリと魔女の花                                          | スタジオポノック                            | 動画               |
| 2017年 | 映画ドラえもん のび太の南極カチコチ大冒険                 | シンエイ動画                                | 動画               |
| 2017年 | 打ち上げ花火、下から見るか? 横から見るか?                 | シャフト                                    | 作画協力           |
| 2018年 | サムライエッグ                                            | スタジオポノック                            | 原画               |
| 2018年 | さよならの朝に約束の花をかざろう                          | P.A.WORKS                                   | 動画               |
| 2018年 | ペンギン・ハイウェイ                                      | スタジオコロリド                            | 原画               |
| 2018年 | 若おかみは小学生!                                         | マッドハウス                                | 動画               |
| 2018年 | 未来のミライ                                              | スタジオ地図                                | 動画               |
| 2018年 | ソードアート・オンライン アリシゼーション                 | A-1 Pictures                                | 動画               |
| 2018年 | 劇場版 七つの大罪 天空の囚われ人                          | A-1 Pictures                                | 背景               |
| 2019年 | ノー・ガンズ・ライフ                                      | マッドハウス                                | 撮影               |
| 2019年 | ちびまる子ちゃん                                          | 日本アニメーション                          | -2020年、動画      |
| 2019年 | 星合の空                                                  | エイトビット                                | 5～12話背景        |
| 2019年 | HELLO WORLD                                               | グラフィニカ                                | 背景               |
| 2019年 | 冴えない彼女の育てかた Fine                               | CloverWorks                                 | 背景               |
| 2019年 | ぼくらの七日間戦争                                        | 亜細亜堂                                    | 背景               |
| 2020年 | この世界の（さらにいくつもの）片隅に                      | MAPPA                                       | 動画               |
| 2020年 | 劇場版メイドインアビス深き魂の黎明                        | キネマシトラス                              | 動画               |
| 2020年 | 映像研には手を出すな!                                     | サイエンスSARU                              | 原画・動画・仕上げ |
| 2020年 | 富豪刑事Balance:UNLIMITED                                 | CloverWorks                                 | ED動画・ペイント   |
| 2020年 | 映画ドラえもん のび太の新恐竜                             | シンエイ動画                                | 作画協力・背景     |
| 2020年 | クレヨンしんちゃん 激突! ラクガキングダムとほぼ四人の勇者 | シンエイ動画                                | 動画・仕上げ       |
| 2020年 | 22/7                                                      | A-1 Pictures                                | 背景               |
| 2020年 | CM「Nescafé 香港」                                        | ピクス                                      | 背景               |
| 2021年 | シン・エヴァンゲリオン劇場版                              | スタジオカラー                              | 動画               |
| 2021年 | 五等分の花嫁∬                                             | バイブリーアニメーションスタジオ            | 仕上げ             |
| 2021年 | 86-エイティシックス-                                      | A-1 Pictures                                | 仕上げ             |
| 2021年 | 竜とそばかすの姫                                          | スタジオ地図                                | 動画・仕上げ       |
| 2021年 | 白い砂のアクアトープ                                      | P.A.WORKS                                   | 仕上げ             |
| 2021年 | やくならマグカップも                                      | 日本アニメーション                          | 動画               |
| 2021年 | 鬼滅の刃 遊郭編                                           | ufotable                                    | -2022年、仕上げ    |
| 2021年 | 竜とそばかすの姫                                          | スタジオ地図                                | 背景               |
| 2023年 | 君たちはどう生きるか                                      | スタジオジブリ                              | 作画協力           |
| 2023年 | 劇場版 SPY×FAMILY CODE: White                             | WIT STUDIO CloverWorks                      | 仕上げ             |
| 2024年 | 映画ドラえもん のび太の地球交響楽                         | シンエイ動画                                | アニメーション協力 |
| 2024年 | 時々ボソッとロシア語でデレる隣のアーリャさん              | 動画工房                                    | 仕上げ             |
| 2024年 | ATRI -My Dear Moments-                                    | TROYCA                                      | 撮影、仕上げ       |
| 2025年 | 映画ドラえもん のび太の絵世界物語                         | シンエイ動画                                | 背景               |
| 2025年 | mono                                                      | ソワネ                                      | 動画、仕上げ       |
| 2025年 | リコリス・リコイル Friends are thieves of time.           | A-1 Pictures                                | 仕上げ             |

### その他
| 年     | タイトル                                           | 備考                                 |
| ------ | -------------------------------------------------- | ------------------------------------ |
| N/A    | カンブリア宮殿                                     | 作画協力、放送中                     |
| 2008年 | 古代エジプト大奥様物語 ツタンカーメンと三人の母    | -2009年、イラスト制作                |
| 2008年 | 久米宏経済スペシャル"新ニッポン人”現わる           | ロゴ制作                             |
| 2008年 | 爆問ビジネス研究所                                 | イラスト制作                         |
| 2010年 | 天才じゃなくても夢をつかめる10の法則               | 劇画・イラスト制作                   |
| 2011年 | きみを守るためにぼくは夢をみる                     | カバーイラスト・挿絵、星海社刊       |
| 2011年 | きみを守るためにぼくは夢をみるII                   | カバーイラスト・挿絵、星海社刊       |
| 2012年 | きみを守るためにぼくは夢をみるIII                  | カバーイラスト・挿絵、星海社刊       |
| 2013年 | きみを守るためにぼくは夢をみるⅣ                    | カバーイラスト・挿絵、星海社刊       |
| 2013年 | 高橋英樹のおもしろ歴史授業 忠巨蔵スペシャル        | イラスト制作                         |
| 2015年 | 多摩川物語                                         | カバーデザイン・挿絵・装丁、集英社刊 |
| 2015年 | 記憶の森を育てる 意識と人工知能                    | 装画、集英社刊                       |
| 2015年 | 船越英一郎の昭和事件簿                             | イラスト制作                         |
| 2015年 | 合併20周年コーポレートポスター                     | イラスト協力                         |
| 2016年 | 小説「十八の夏」新装版                             | 装画、双葉社刊                       |
| 2016年 | イベント「ラ・フォル・ジュルネ・オ・ジャポン2016」 | テーマビジュアル制作                 |
| 2017年 | 映画「ナミヤ雑貨店の奇蹟」                         | 第一弾ディザーポスタービジュアル     |
| 2017年 | 小説「ナミヤ雑貨店の奇蹟」                         | カバーイラスト、KADOKAWA刊           |

| 年     | タイトル                                     | 備考                   |
| ------ | -------------------------------------------- | ---------------------- |
| 2007年 | トヨタカップ2007開幕戦・決勝戦               | エキシビジョン映像     |
| 2008年 | エグザムライ序章                             |                        |
| 2008年 | エグザムライ六本木地獄城の章                 |                        |
| 2011年 | NHKドラマ「中学生日記」                      | オープニング           |
| 2013年 | だれかのまなざし                             |                        |
| 2013年 | 瀬戸大橋記念館ブリッジシアター「天空の調べ」 |                        |
| 2015年 | 映画「ギャラクシー街道」                     | アニメーションパート   |
| 2015年 | 亜細亜大学都市創造学部                       | プロモーションムービー |
| 2017年 | カナダ観光局キャンペーン                     | オリジナル動画         |
| 2019年 | NEWS23                                       | -2020年、オープニング  |
| 2024年 | 上京といろ                                   | ウェブコミック         |

## 所属作家

### アニメーション監督・CG作家
- 新海誠
- 粟津順
- いわきりなおと
- 森りょういち
- 山本蒼美

### 漫画家・イラストレーター
- つのだじろう
- 夏野ひまわり

### 作曲家
- 天門

## 関連会社
- 美峰
- むすひ
- フォノンスコア
- STORY
- Media Castle Corp.
- preArch
- 四国の右下木の会社